# はん亭
はん亭（はんてい、英: HANTEI）は、東京都文京区根津にある大正初期に建てられた木造の3階建ての飲食店舗。

## 概要
1912年（大正初期）頃、不忍通りに面して、三田平吉により下駄の爪皮屋として建設。1970年（昭和45年）代に運送会社の手に渡り、独身寮となった。その後、不忍通りの道路拡張工事に伴い、道路に面した建物部分が削られたが、改修工事により飲食店舗として復元された。

## 沿革
- 1917年（大正6年） - 三田平吉が下駄の爪皮屋を建築
- 1970年（昭和45年）代 - 高須治雄、上野の本牧亭裏で串揚げ屋「くしー」を営業
- 1972年（昭和47年）頃 - 木造3階建に興味を抱き、家主の運送会社に購入を申出る
- 1975年（昭和50年）頃 - 家主から売却の返事を受け、購入の上一家で移り住む
- 1976年（昭和51年）頃 - 改修工事を行い、串揚げ屋「はん亭」と屋号をつけ営業
- 1980年（昭和55年）代 - 隣接の木造2階建と土蔵を購入、改修の上店舗を拡張[2][3]

## 建築概要
- 建築面積 - 36m2（3階建部分）
- 建築主 - 三田平吉（下駄の爪皮屋）
- 設計監理 - 不詳
- 施工業者 - 不詳

## 文化財

### 登録有形文化財（建造物）
はん亭
1917年（大正6年）建築：木造3階建、瓦葺、建築面積：36m2。
登録年月日：1999年（平成11年）8月23日、種別：産業3次、登録基準：造形の規範となっているもの。

## 交通アクセス
- 鉄道
  - 東京メトロ千代田線 - 根津駅より徒歩3分

## ギャラリー
- 不忍通りから見る（2015年11月撮影）
- 小路を入って見る（2015年11月撮影）
- 木造3階建を見る（2015年11月撮影）
- 3階建を見上げる（2015年11月撮影）
- 入口周りを見る（2015年11月撮影）
- 同左（2015年11月撮影）